# Eurex
유럽 파생상품거래소(영어: Eurex)는 세계에서 가장 큰 파생상품거래소 중 하나이다. Eurex는 1900여 개의 전통투자 자산군 및 대안투자 자산군 상품을 제공하고 있다. 혁신적인 IT구조를 바탕으로 한 Eurex 시장은 가장 많이 거래되는 유로화 표시 주가지수들과 고정자산 파생상품의 거래를 제공한다.
이러한 주력상품 이외에도, 단일 주가 상품, 상장지수펀드(ETF)상품, 배당을 기초자산으로 하는 파생상품을 포함하고 있으며 변동성지수 상품, 기후, 부동산 등의 파생상품과 더불어 다양한 종류의 원자재 선물과 옵션 등을 광범위하게 제공하고 있다. Eurex의 회원사는 장외거래시 발생할 수 있는 손실 위험 없이 Eurex장외거래입력(EUREX OTC Trade Entry)서비스를 통해 대량협의거래가 가능하다. 이 모든 상품은 하나로 통합된 플랫폼에서 거래 가능하며, 전 세계 30여 개국의 400여 개의 회원사, 8000여 명의 트레이더들이 이용하고 있다.
Eurex는 1998년, 독일 파생상품거래소(Deutsch Terminboerse, DTB)와 스위스 파생상품거래소(SOFFEX)의 합작으로 설립되었다. 현재 Eurex Exchange는 Deutsch Boerse그룹의 산하기관으로 Eurex그룹의 일원이다. Eurex그룹은 유럽 파생상품거래소인 Eurex거래소, 청산소인 Eurex Clearing, 환매조건부채권 시장인 Eurex Repo, 채권 시장인 Eurex Bond, 미국 국제증권거래소인 ISE(International Securities Exchange) 그리고 유럽에너지거래소인 EEX(European Energy Exchange)로 구성되어 있다.

## 연혁
1998년 설립
Eurex의 토대는 1997년 9월 4일 독일 파생상품거래소와 스위스 파생상품거래소가 1997년 9월 4일 스위스의 Bürgenstock에서 거래 및 청산 플랫폼 개발을 공동으로 합의했음을 공식적으로 발표하면서 마련되었다. 1998년, 독일 파생상품거래소와 스위스 파생상품거래소의 합병으로 Eurex가 설립되었고, 같은 해 9월부터 Eurex 시스템(Eurex system)이라 불리는 거래 플랫폼을 통해 두 거래소의 회원사들이 거래를 시작하였다. Eurex는 완전 전산화된 거래와 청산 플랫폼을 통해 파생상품 거래를 가능하게 한 전 세계 최초의 거래소 중의 하나이다.
1998년 5월 중순, Eurex는 새로운 DTB소프트웨어를 개발하였다. 이 소프트웨어의 주요 기능은 유로화와 차후 통화상품의 런칭으로 인한 변화에 대해 대응할 수 있고, 스위스 파생상품거래소(SOFFEX)의 상품 도입을 가능하게 하는 다중통화 청산 기능을 포함하고 있다. Eurex에서 처음으로 출시된 상품은 유로 Schatz 선물, 3개월 만기의 EURIBOR 선물, Euro-Buxl® 그리고 Dow Jones Euro 50 기반의 선물이다. 1998년, 2억 4천8백만 건 이상이 313개 회원사들로부터 거래되었다. 또한 1998년, Eurex시스템(Eurex System)에서 발생하는 모든 거래를 청산하기 위한 중앙 청산소로서의 기능을 담당하는 Eurex Clearing이 설립되었다. 2003년 3월부터는 Xetra와 프랑크푸르트 주식 거래장의 청산 기능도 Eurex Clearing이 담당하게 되었다.
2012년 1월 1일, 스위스거래소(SIX Swiss Exchange)가 Eurex 주식의 50%를 매각하였고, 그 이후 Deutsche Börse그룹이 Eurex의 단독 주주가 되었다.
1999-2003년 상품 범위의 확장
1999년부터 Eurex는 시장 참가자들에게 그래픽 기능을 활용한 사용자 중심의 인터페이스(GUI)를 제공하였다. 이 시기에 Eurex와 헬싱키거래소 그룹(Helsinki Exchange Group Ltd, HEX)의 협력하에 북유럽의 주가지수와 개별 주식 기반의 새로운 상품이 출시되었다. 1999년, Eurex의 회원사 수는 현저하게 증가하여 400개 이상의 회원사를 보유하게 되었으며, 거래량 또한 크게 증가하여 약 3억 8천만 건에 달하게 되었다.
2000년도에 Eurex는 더 많은 수의 EURO STOXX 50 지수 기반의 개별 주식 선물 옵션을 출시하였다. 이 시기에 Eurex는 EURO STOXX와 STOXX Europe 600주가지수 선물과 옵션 상품의 범위를 점차적으로 확대하였다. 또한 처음으로 Eurex에서 가장 유동적인 미국 개별 주식 옵션이 거래 가능하게 되었다. 단순히 선물과 옵션 상품의 제공뿐만 아니라, Eurex는 새로운 장외거래(OTC)부문과 청산 부문을 개설하였다. 2000년 10월부터 Eurex는 유수 금융기관들과 함께 정부 채권 거래와 환매조건부채권 매매거래를 위한 두 개의 새로운 거래 플랫폼인 채권 시장 Eurex Bond, 환매조건부채권 시장인 Eurex Repo를 운영하였다.
2002년에는 상장지수펀드 옵션과 선물의 거래가 시작되었다.
2003년 10억 범위 달성
2003년 초 Eurex는 유럽 은행 간 단기자금조달 금리인 EONIA(European Overnight Index Average)상품 도입으로 금리 파생상품 부문을 확장시켰다. 독일거래소와 스위스거래소(SIX Swiss Exchange)는 공동 파생상품시장인 Eurex의 계약을 2014년까지로 갱신하였다.
2003년 12월, 총 거래량은 10억 건을 넘어서며 총 10억 천4백만 건을 기록하였다.
2004년 미국으로의 사업 확장
2004년 2월, Eurex는 미국에서 Eurex US를 통해 지리적 범위를 확대하고 미 달러화로 표기되는 파생상품의 거래와 청산으로 사업 모델을 확장시켰다. 2004년, 10억 6천6백만 건의 거래 계약을 기록하면서 전년도의 기록을 갱신하게 된다.
MAN그룹의 연구 결과에 의하면 2006년 10월 1일부터 70%의 Eurex US의 거래가 Eurex USFE(US Futures Exchange)라는 이름으로 거래되고 있다고 추정했다. 2006년 150억 건 이상이 Eurex에서 거래되었고, 이를 통해 Eurex는 선물 그리고 주가와 주가지수 옵션의 거래와 청산뿐만 아니라 금리 파생상품을 거래하는 세계에서 가장 큰 거래소로 자리매김하였다.
2005-2007년 지속적인 상품 확장
이 시기에는 아시아 시장이 각광받기 시작하면서, Eurex와 오사카증권거래소가 두 거래소의 협력 가능성에 대한 MoU(Memorandoum of Understanding)에 서명하였다.또한 이 시기에 Eurex는 싱가포르에서도 직접 연결이 되어 거래가 가능하게 되었다. Eurex 상품의 범위는 유럽 거래소 중에서는 최초로 제공되는 변동성지수 파생상품과 EURO STOXX 50® , DAX®를 구성하고 있는 개별 주가 선물의 런칭으로 더욱 넓어졌다. (스위스SMI®의 구성종목은 이 선물 상품 범위에서 제외됨)
주간단위 옵션이 상품군에 추가되면서 주식 파생상품의 범위가 단기적으로는 주 단위로 만기되는 상품으로까지 확대되었다. 스페인과 스웨덴의 기초자산뿐 아니라 독일 중소기업 지수인 MDAX®지수 선물과 SMIM®지수 선물의 성공적인 런칭으로 Eurex의 중형주 상품이 크게 확장되었다.
2006년 4월 19일, 루돌프 페르샤(Rudolf Ferscha)의 후임으로 안드레아스 프로이스(Andreas Preuss) Eurex그룹 현 회장이 Eurex의 최고경영자로 임명되었다.
2007년 미국 ISE 인수
2007년 4월, Eurex는 세계에서 가장 주요한 주식 옵션 거래소 중 하나인 미국 국제증권거래소(International Securities Exchange, ISE)를 인수하였다. 그 해에 미국 ISE는 거래 계약이 8억 건까지 치솟으면서 전환점을 맞이하였다. 이 합병으로 대서양을 잇는 가장 큰 파생상품시장이 형성되었다.
2011년 EEX 인수
2011년 Eurex그룹은 유럽에너지거래소(European Energy Exchange, EEX)의 다수 지분을 인수하였다. 이 인수 작업을 통해 Eurex그룹은 원자재 파생상품시장에서 확고한 입지를 다지게 되었다.

## 상품

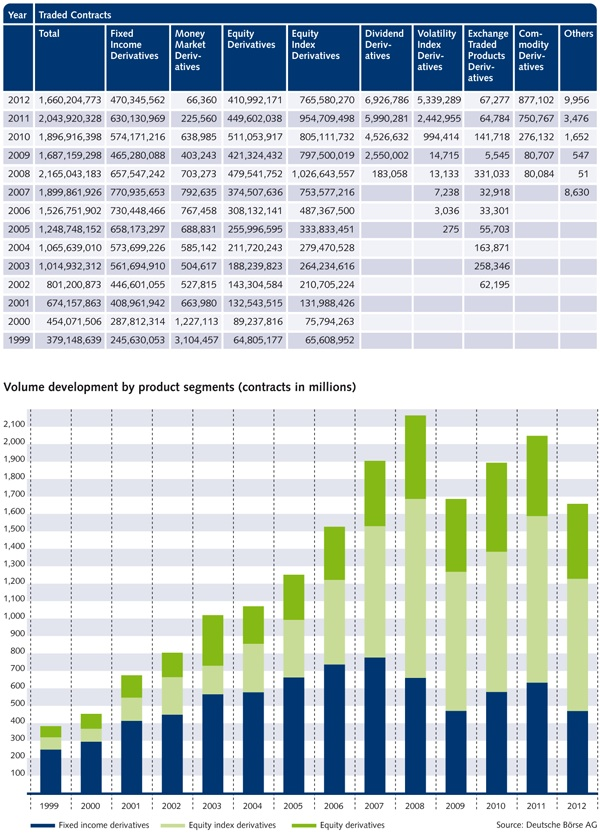
Volume development by product segments 1999-2012

Eurex는 총 10개의 자산군에서 다양한 범위의 선물과 옵션을 제공한다:
- 금리
- 주가
- 주가지수
- 배당금
- 변동성
- 원자재
- 상장지수펀드
- 인플레이션
- 기후
- 부동산

### 금리 파생상품
금리 파생상품의 범위에는 1일 만기부터 35년 만기까지의 독일 국채 상품과 8년 만기부터 13년 만기까지의 스위스 국채 상품이 포함되어 있다:
- 유로-Schatz 선물 (독일 정부에서 발행한 1.75 – 2.25년 만기의 단기 국채 상품)
- 유로-Bobl 선물 (독일 정부에서 발행한 4.5 – 5.5년 만기의 중기 국채 상품)
- 유로-Bund 선물 (독일 정부에서 발행한 8.5 – 10.5년 만기의 장기 국채 상품)
- 유로-Buxl® 선물 (독일 정부에서 발행한 24 - 35년 만기의 장기 국채 상품)
- CONF 선물 (스위스 정부에서 발행한 8 - 13년 만기의 장기 국채 상품)

이 외:
- 1개월 만기 EONIA 선물 (기초자산: EONIA 금리)
- 3개월 만기 EURIBOR 선물 (기초자산: European Interbank Offered Rate)
- 3개월 만기 EURIBOR 선물을 기초자산으로 한 옵션
- 기타 유럽 정부 국채 상품으로는 단•중•장기 이탈리아 정부 채권인 유로-BTP 선물과 중•장기 프랑스 정부 채권인 유로-OAT 선물 상품이 포함되어 있음

옵션은 유로-Schatz, 유로-Bobl, 그리고 유로-Bund 선물을 기초자산으로 거래 가능하다.

### 주가 파생상품
주가 파생상품의 경우, 투자자들은 네덜란드, 북유럽, 프랑스, 독일, 이탈리아, 러시아, 스페인,스위스 그리고 미국 주식 옵션을 포함한 200여가지의 옵션 상품을 거래할 수 있다. 또한 Eurex는 개별 주식 선물 상품과 함께 유럽 벤치마크 지수인 EURO STOXX 50 와 DAX 의 모든 부분의 개별 주식, STOXX Europe 600의 모든 유로화 그리고 스위스 프랑 표시 개별 주식 그리고 스위스 SMI의 개별 주식들을 기반으로 한 선물 상품을 제공한다. 주가 파생상품 중 거래 가능한 단일 주식 선물 상품의 수는 꾸준히 증가하여 현재 400여 개에 이른다.

### 주가지수 파생상품
Eurex의 주가지수 포트폴리오는 Dow Jones Global Titans 50 Index SM, EURO STOXX 50® Index (EURO STOXX 50), DAX®, SMI®와 같은 전 세계에서 가장 유동적인 유럽의 국가지수를 기반으로 하는 선물과 옵션 그리고 모든19개 EURO STOXX®/STOXX® Europe 600 Supersectors의 파생상품 그리고5개 Dow Jones Sector Titans Indexes SM 선물을 포함한다. 또한 MSCI지수, RDX® USD지수 그리고 인도 뭄바이주식거래소의 우량주 지수인 SENSEX도 포함하고 있다.
2010년 8월부터 Eurex는 한국거래소(KRX)와의 Eurex/KRX 연계시장 협력사업을 통해, 전 세계에서 가장 많이 거래되는 옵션 중 하나인 KOSPI 200 옵션에 대한한국 거래시간이 종료된 이후에도 거래할 수 있는 기회를 제공하고 있다. 이 협력사업을 통해 Eurex는 일일 만기 되는 선물 계약 형태의 KOSPI 200옵션을 Eurex시장에 상장하면서, 전 세계 시장 참가자들은 유럽 및 북아메리카의 주요 거래시간 동안 KOSPI 200옵션 시장에 참여할 수 있게 되었다.

### 배당 파생상품
개별 주식 배당 선물과 주가지수 배당 파생상품은 개별 주식 또는 주가지수의 배당을 기반으로 하는 장내 파생상품이다. EURO STOXX® Select Dividend 30지수 그리고DivDAX®지수를 바탕으로 한 선물 옵션 상품과는 달리 배당지급인의 성과보다는 배당의 분배 그 자체에 중점을 둔다.

### 변동성지수 파생상품
2005년 Eurex는 새로운 자산군으로 변동성지수 선물을 도입하였다. 이를 통해, 투자자들은 주식 시장 포지션의 변동성 위험을 관리할 수 있다. 현재 VSTOXX® 선물과 옵션이 상장되어있고, 이는 투자자들에게EURO STOXX 50®지수 옵션으로부터 파생된 내재변동성을 바탕으로 하는 유럽 변동성을 살펴볼 수 있는 기회를 제공한다.
웹 툴 VSTOXX® Advanced Services는 전문적인 거래를 위한 다양한 추가적인 이점들을 제공한다. 이 웹 툴을 통해 백테스팅(back testing)을 위한 설명서 및 스크립트등이 제공되며, 트레이더들이 VSTOXX®지수와 연관된 데이터들을 분석하고, 어떻게 주가지수가 계산되는지 그리고 어떻게 주가지수 파생상품 가치를 결정하는지 등을 이해하는데 도움을 준다.

### 원자재 파생상품
시장 참가자들은 다양한 시장의 경기순환적 추세를 이용할 수 있는 추가적인 상품을 거래할 수 있는 기회를 갖게 되었다. 원자재 파생상품의 도입 이래, Eurex는 시장 참가자들에게 더욱 더 많은 선택의 기회를 제공하기 위해 상품 범위를 지속적으로 확대시켰다.
원자재 파생상품에 대한 투자는 여러 번 주목의 대상이 되어왔다. 원자재 파생상품은 주식이나 채권같은 자산군과 역(-)의 수익률 관계를 가지기 때문에, 포트폴리오의 매력적인 추가 구성 항목이라고 여겨져왔다. 이러한 특징들은 최근 경제위기 동안 다소 덜 부각되었으나, 원자재 파생상품은 앞으로도 계속해서 소비자의 수요와 공급에 따라 독자적으로 개발될 것으로 전망된다. 더욱이 원자재 상품과 인플레이션의 양(+)의 상관관계로 인해, 원자재 파생상품은 소비자 가격 증가시 포트폴리오를 보호할 수 있는 효율적인 수단이 된다.
금융 자산 관리자들의 원자재 파생상품에 대한 투자가 증가하면서, 이 자산군의 유동성 또한 증가하였다. 2008년 후반기 상품가격의 강한 침체에도 불구하고, 지난 몇 년간 원자재 파생상품은 주요 주가지수보다 월등한 수익률을 거두면서 ETF와 구조화상품 관련 원자재 파생상품의 수는 증가하였다. 중국과 인도와 같은 신흥시장들의 지속적인 수요로 인해 원자재 파생상품 부분은 계속해서 활발한 시장이 될 것으로 전망된다. Eurex에서는 현재 농작물에서부터 금속 그리고 에너지에서부터 천연가스를 포함한 원자재 파생상품이 거래 가능하다.

### 상장지수펀드 파생상품 (ETF)
2002년 11월, Eurex는 8개의 상장지수펀드 기반의 선물과 옵션을 포함한 새로운 상장지수펀드 파생상품(EXTF)부문을 런칭하였다. 현재 주가지수 제공자 iShares와 CS ETF(CH)의 가장 성공적인 ETF기반의 선물과 옵션, DAX®, SMI® 그리고EURO STOXX 50®지수 기반의 선물 옵션, 지수 제공자 Source의 10개 ETF기반의 옵션, Lyxor ETF의 5개 옵션 그리고 db-xtrackers의 3개 ETF가 제공된다.